# Super Trouper
Super Trouper je sedmé studiové album švédské hudební skupiny ABBA, vydané 3. listopadu 1980 ve Švédsku, obsahující hit The Winner Takes It All. Ve Spojeném království se stalo šestou deskou skupiny, která vévodila tamní hitparádě a zároveň se v této zemi stala nejprodávanějším albem roku 1980. Na kompaktním disku album poprvé vyšlo v roce 1983 u Polydoru, v osmdesátých letech u Atlantic Records a v devadesátých letech pak ve Spojených státech opět u Polydoru. Celkově bylo třikrát digitálně remasterováno, a to v letech 1997, 2001 a 2005, tehdy jako součást box setu The Complete Studio Recordings.
Pravděpodobně pro tehdejší odklon od stylu disco, se album vrátilo k přímějšímu popovému vyznění, což znamenalo změnu vůči předchozímu více tanečně orientovanému albu Voulez-Vous.

## Seznam skladeb na LP
Všechny písně napsali a složili Benny Andersson & Björn Ulvaeus.
Strana A
1. Super Trouper – 4:11
2. The Winner Takes It All – 4:55
3. On and On and On – 3:40
4. Andante, Andante – 4:39
5. Me and I – 4:54

Strana B
1. Happy New Year – 4:23
2. Our Last Summer – 4:19
3. The Piper – 3:26
4. Lay All Your Love on Me – 4:33
5. The Way Old Friends Do (Live) – 2:53

B strany
1. Elaine – 3:39

(P) 1980 Polar Music International AB, Stockholm

## Další vydání CD a bonusové skladby
Všechny písně napsali a složili Benny Andersson & Björn Ulvaeus.
Super Trouper CD+DVD verze 2011 vydaná v rámci Deluxe edition.
1. Super Trouper 4:13
2. The Winner Takes It All 4:57
3. On and On and On 3:41
4. Andante, Andante 4:41
5. Me and I 4:57
6. Happy New Year 4:24
7. Our Last Summer 4:21
8. The Piper 3:27
9. Lay All Your Love On Me 4:35
10. The Way Old Friends Do 3:01

Bonusové skladby:
1. Elaine 3:45
2. On and On and On (prodloužená verze, původní stereo mix) 4:15
3. Put On Your White Sombrero 4:34
4. Andante, Andante (španělská verze) 4:41
5. Felicidad (španělská verze "Happy New Year") 4:25

- Píseň "Elaine" vyšla v roce 1980 jako B-strana singlu "The Winner Takes It All".
- "On and On and On (prodloužená verze)" je první vydání na CD v původním stereo mixu, který byl nedávno objeven v archivech Polaru. Doposud byl k dispozici pouze jako mono soundtrack k videu této skladby.
- "Put On Your White Sombrero" měla být původně úvodní skladba alba a singl, ale nakonec byla vyřazena ve prospěch titulní písně.
- Skladby 14-15 jsou ze španělské a latinskoamerické verze alba Super Trouper
- U písní Andante, Andante (španělská verze) a Felicidad (španělská verze "Happy New Year") překlad textů do španělštiny Buddy McCluskey a Mary McCluskey.

Album Super Trouper bylo remasterováno a vydáno v letech 1997 a 2001 se dvěma bonusovými skladbami "Elaine" a "Put On Your White Sombrero". Vydání v roce 1997 navíc obsahovalo píseň Gimme! Gimme! Gimme! (A Man After Midnight), která ve vydání 2001, byla přemístěna jako bonus na album Voulez-Vous. V roce 2005 bylo album Super Trouper znovu remasterováno a vydáno jako součást box setu ABBA The Complete Studio Recordings s bonusy Elaine, Andante, Andante (španělská verze) a Felicidad (španělská verze "Happy New Year).
Další vydání alba Super Trouper bylo v roce 2008 jako součást box setu ABBA The Albums bez bonusových skladeb.

## Singly
1. The Winner Takes It All/Elaine (červenec 1980)
2. Super Trouper/The Piper (listopad 1980)
3. Happy New Year/Andante Andante (listopad 1980)
4. On and On and On/The Piper (December 1980) (pouze pro Japonsko)
5. Andante Andante/The Piper (1981) (pouze pro Jižní Ameriku a Jihoafrickou republiku)
6. Lay All Your Love on Me/On and On and On (červenec 1981)

## Obsazení
ABBA
- Benny Andersson – syntetizátor, klávesy, zpěv
- Agnetha Fältskog – zpěv
- Anni-Frid Lyngstadová – zpěv
- Björn Ulvaeus – akustická kytara, zpěv

Další obsazení
- Ola Brunkert – bubny
- Lars Carlsson – trubka
- Rutger Gunnarsson – baskytara, kytara
- Janne Kling – flétna, saxofon
- Per Lindvall – bubny
- Janne Schaffer – kytara
- Åke Sundqvist – perkuse
- Mike Watson – basová kytara
- Lasse Wellander – kytara
- Kajtek Wojciechowski – saxofon

## Produkce
- producenti: Benny Andersson & Björn Ulvaeus
- aranžmá: Benny Andersson & Björn Ulvaeus
- inženýr: Michael B. Tretow
- obal: Rune Söderqvist
- Remastering 1997 provedli Jon Astley a Tim Young spolu s Michaelem B. Tretowem
- Remastering 2001 provedli Jon Astley s Michaelem B. Tretowem
- Remastering 2005 provedl ve Studiu Recordings Box Set Henrik Jonsson

## Hitparády

### Album
| Rok  | Hitparáda               | Pořadí |
| ---- | ----------------------- | ------ |
| 1980 | Argentinská hitparáda   | 2      |
| 1980 | Australská hitparáda    | 5      |
| 1980 | Rakouská hitparáda      | 3      |
| 1980 | Belgická hitparáda      | 1      |
| 1980 | Kanadská hitparáda      | 4      |
| 1980 | Nizozemská hitparáda    | 1      |
| 1980 | Finská hitparáda        | 2      |
| 1980 | Francouzská hitparáda   | 8      |
| 1980 | Italská hitparáda       | 13     |
| 1980 | Japonská hitparáda      | 8      |
| 1980 | Mexická hitparáda       | 1      |
| 1980 | Novozélandská hitparáda | 5      |
| 1980 | Norská hitparáda        | 1      |
| 1980 | Španělská hitparáda     | 4      |
| 1980 | Švédská hitparáda       | 1      |
| 1980 | Švýcarská hitparáda     | 1      |
| 1980 | UK Album Chart          | 1      |
| 1980 | The Billboard 200       | 17     |
| 1980 | Západoněmecká hitparáda | 1      |

### Singly

#### Spojené království
| Rok  | Singl                   | Hitparáda        | Pořadí |
| ---- | ----------------------- | ---------------- | ------ |
| 1980 | The Winner Takes It All | UK Singles Chart | 1      |
| 1980 | Super Trouper           | UK Singles Chart | 1      |
| 1981 | Lay All Your Love on Me | UK Singles Chart | 7      |

#### Norsko
| Rok  | Singl                   | Hitparáda                 | Pořadí |
| ---- | ----------------------- | ------------------------- | ------ |
| 1980 | The Winner Takes It All | Norská singlová hitparáda | 3      |
| 1980 | Super Trouper           | Norská singlová hitparáda | 2      |
| 1981 | Happy New Year          | Norská singlová hitparáda | 11     |

#### USA
| Rok  | Singl                                                  | Hitparáda          | Pořadí |
| ---- | ------------------------------------------------------ | ------------------ | ------ |
| 1980 | The Winner Takes It All                                | Billboard Hot 100  | 8      |
| 1980 | The Winner Takes It All                                | Adult Contemporary | 1      |
| 1980 | Lay All Your Love on Me/Super Trouper/On and On and On | Club Play Singles  | 1      |
| 1981 | Super Trouper                                          | Billboard Hot 100  | 45     |
| 1981 | Super Trouper                                          | Adult Contemporary | 14     |
| 1981 | On and On and On                                       | Billboard Hot 100  | 90     |